# Moses David Cobnan
Moses David Cobnan (* 10. September 2002) ist ein nigerianischer Fußballspieler.

## Karriere
Cobnan wechselte zur Saison 2021/22 aus seiner Heimat vom Obazz FC in die Slowakei zum Erstligisten ŠKF Sereď. Ohne ein Spiel für Sereď gemacht zu haben, wurde er im September 2021 an den Drittligisten FK Slovan Duslo Šaľa verliehen. Im Januar 2022 kehrte er wieder nach Sereď zurück. Dort gab er dann im Februar 2022 sein Debüt in der Fortuna liga. Bis Saisonende kam er zu neun Einsätzen im Oberhaus, in denen er ein Tor erzielte. Nach der Saison 2021/22 wurde Sereď jedoch die Lizenz entzogen und der Klub in den Amateurbereich versetzt.
Cobnan wechselte daraufhin zur Saison 2022/23 zum Erstligaaufsteiger FO ŽP ŠPORT Podbrezová. Für Podbrezová erzielte er neun Tore in 18 Spielen bis zur Winterpause. Im Januar 2023 wechselte der Angreifer nach Russland zum FK Krasnodar.